# 遠州芝本駅
遠州芝本駅（えんしゅうしばもとえき）は、静岡県浜松市浜名区於呂にある遠州鉄道鉄道線の駅である。駅番号はET16。
駅名には「遠州」を冠するが、車内放送では省略し「芝本駅」と案内されている。

## 歴史

### 駅名の由来
開業時の地名は浜名郡赤佐村大字於呂だったため仮駅名は「於呂駅」であったが、当時はこの周辺が「芝本郷」の地名で知られていたため、芝本駅と命名された。
「芝本」は元は「柴本」という地名で、この地域で最も早く開拓された土地の1つである。この際、集落の最初の開拓者を指す「芝切り」が「柴本」に転化し、これが現在の「芝本」の語源になっているとされる。このほか、当地は芝基皇子ゆかりの地でもあるため、「芝基」が「芝本」に転化したという説もある。

### 年表
- 1909年（明治42年）12月6日：芝本駅として開業する。
- 1923年（大正12年）4月1日：遠州芝本駅に改称する。
- 1936年（昭和11年）12月21日：岩水寺駅寄りに移設する（片面ホーム1面1線）。
- 1937年（昭和12年）：休止または廃止される？
- 1946年（昭和21年）11月1日：営業を再開する。
- 1990年（平成2年）12月1日：南方約110mの位置に移転する（島式ホーム1面2線化[2]）。これにより、新浜松駅 - 西鹿島駅間の所要時間が36分から32分に短縮[2]。
- 2009年（平成21年）春頃：高架化工事に伴い、同駅と遠州小林駅の区間を元の本線より東側に敷設された仮線に切り替える。
- 2011年（平成23年）10月13日：国道152号浜北 - 天竜バイパス（2012年3月28日供用開始）との立体交差のため、同駅と遠州小林駅の区間が高架化される。

## 駅構造
島式ホーム1面2線の地上駅。駅舎はあるが、終日無人駅である。昼間は列車交換が行われる。

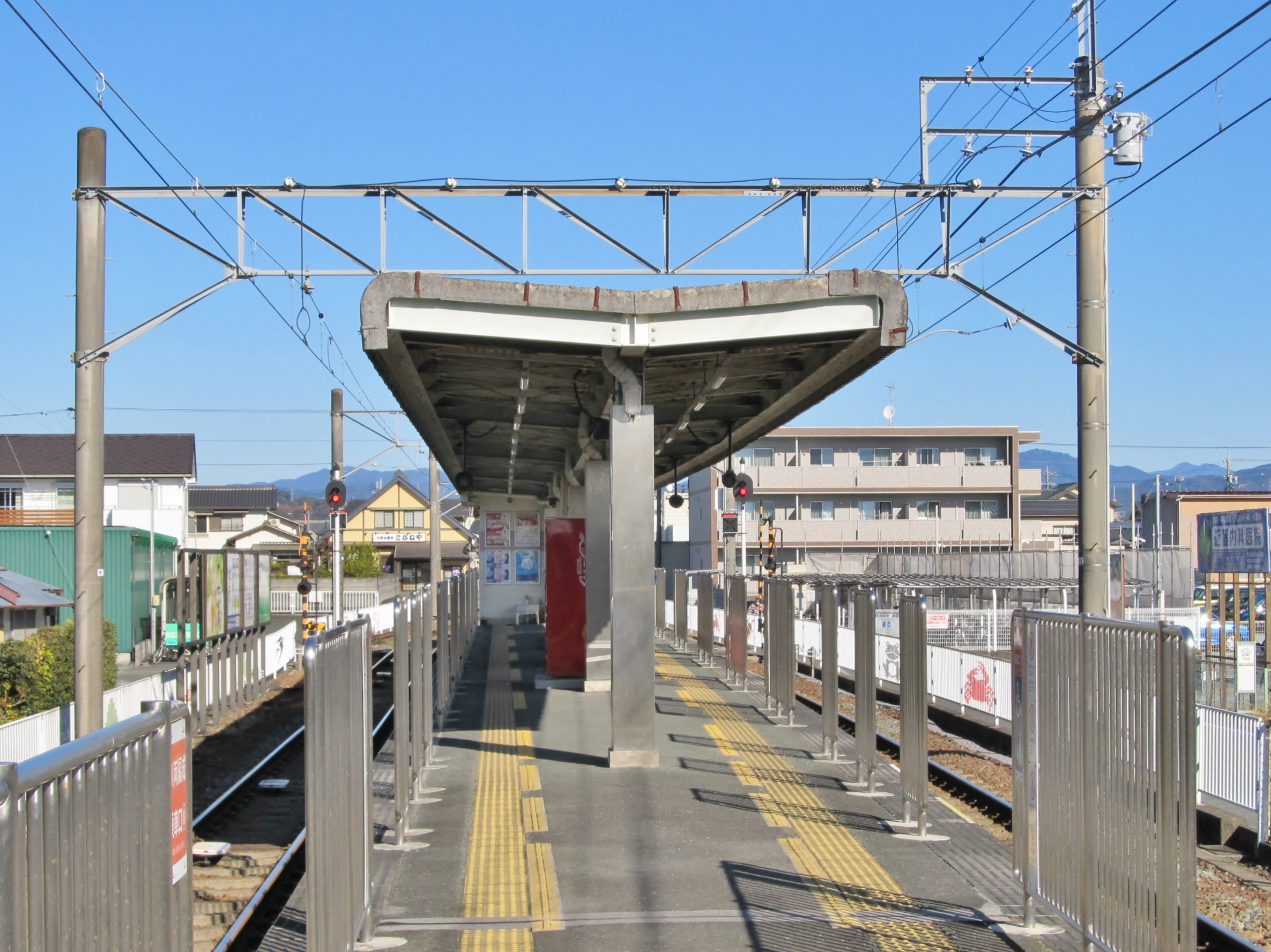
ホーム

### のりば
| ホーム | 路線            | 方向 | 行先             |
| ------ | --------------- | ---- | ---------------- |
| 西側   | ■遠州鉄道鉄道線 | 下り | 西鹿島方面       |
| 東側   | ■遠州鉄道鉄道線 | 上り | 浜北・新浜松方面 |

## 利用状況
2019年度（令和元年度）の乗車人員は257,987人（全18駅中17位）、降車人員は257,276人（同17位）である。
1980年度（昭和55年度）以降の乗車人員および降車人員は次の表のとおりである。
| 年間の乗車人員・降車人員の推移 | 年間の乗車人員・降車人員の推移 | 年間の乗車人員・降車人員の推移 | 年間の乗車人員・降車人員の推移 |
| 年度                           | 遠州鉄道                       | 遠州鉄道                       | 出典・備考                     |
| 年度                           | 乗車人員                       | 降車人員                       | 出典・備考                     |
| ------------------------------ | ------------------------------ | ------------------------------ | ------------------------------ |
| 1980年度（昭和55年度）         | 247,482 人                     | 252,788 人                     | [ 4 ]                          |
| 1981年度（昭和56年度）         | 226,790 人                     | 249,682 人                     | [ 5 ]                          |
| 1982年度（昭和57年度）         | 228,588 人                     | 254,881 人                     | [ 6 ]                          |
| 1983年度（昭和58年度）         | 223,759 人                     | 235,519 人                     | [ 7 ]                          |
| 1984年度（昭和59年度）         | 210,731 人                     | 233,673 人                     | [ 8 ]                          |
| 1985年度（昭和60年度）         | 199,401 人                     | 224,608 人                     | [ 9 ]                          |
| 1986年度（昭和61年度）         | 210,658 人                     | 237,170 人                     | [ 10 ]                         |
| 1987年度（昭和62年度）         | 214,826 人                     | 237,593 人                     | [ 11 ]                         |
| 1988年度（昭和63年度）         | 224,791 人                     | 248,411 人                     | [ 12 ]                         |
| 1989年度（平成元年度）         | 230,082 人                     | 252,586 人                     | [ 13 ]                         |
| 1990年度（平成2年度）          | 249,171 人                     | 260,315 人                     | [ 14 ]                         |
| 1991年度（平成3年度）          | 256,972 人                     | 265,409 人                     | [ 15 ]                         |
| 1992年度（平成4年度）          | 260,349 人                     | 269,380 人                     | [ 16 ]                         |
| 1993年度（平成5年度）          | 259,676 人                     | 266,068 人                     | [ 17 ]                         |
| 1994年度（平成6年度）          | 252,048 人                     | 259,455 人                     | [ 18 ]                         |
| 1995年度（平成7年度）          | 249,844 人                     | 256,939 人                     | [ 19 ]                         |
| 1996年度（平成8年度）          | 241,349 人                     | 248,204 人                     | [ 20 ]                         |
| 1997年度（平成9年度）          | 240,383 人                     | 248,564 人                     | [ 21 ]                         |
| 1998年度（平成10年度）         | 240,075 人                     | 238,886 人                     | [ 22 ]                         |
| 1999年度（平成11年度）         | 229,579 人                     | 232,356 人                     | [ 23 ]                         |
| 2000年度（平成12年度）         | 243,700 人                     | 246,949 人                     | [ 24 ]                         |
| 2001年度（平成13年度）         | 245,566 人                     | 248,340 人                     | [ 25 ]                         |
| 2002年度（平成14年度）         | 231,038 人                     | 232,965 人                     | [ 26 ]                         |
| 2003年度（平成15年度）         | 217,169 人                     | 219,258 人                     | [ 27 ]                         |
| 2004年度（平成16年度）         | 222,879 人                     | 228,100 人                     | [ 28 ]                         |
| 2005年度（平成17年度）         | 230,935 人                     | 230,523 人                     | [ 29 ]                         |
| 2006年度（平成18年度）         | 235,299 人                     | 234,312 人                     | [ 30 ]                         |
| 2007年度（平成19年度）         | 240,277 人                     | 237,978 人                     | [ 31 ]                         |
| 2008年度（平成20年度）         | 234,002 人                     | 232,724 人                     | [ 32 ]                         |
| 2009年度（平成21年度）         | 226,387 人                     | 225,705 人                     | [ 33 ]                         |
| 2010年度（平成22年度）         | 228,569 人                     | 226,489 人                     | [ 34 ]                         |
| 2011年度（平成23年度）         | 225,561 人                     | 225,936 人                     | [ 35 ]                         |
| 2012年度（平成24年度）         | 230,400 人                     | 229,320 人                     | [ 36 ]                         |
| 2013年度（平成25年度）         | 227,078 人                     | 226,507 人                     | [ 37 ]                         |
| 2014年度（平成26年度）         | 231,882 人                     | 231,566 人                     | [ 38 ]                         |
| 2015年度（平成27年度）         | 230,592 人                     | 229,928 人                     | [ 39 ]                         |
| 2016年度（平成28年度）         | 233,737 人                     | 232,289 人                     | [ 40 ]                         |
| 2017年度（平成29年度）         | 240,215 人                     | 237,546 人                     | [ 41 ]                         |
| 2018年度（平成30年度）         | 249,865 人                     | 247,867 人                     | [ 42 ]                         |
| 2019年度（令和元年度）         | 257,987 人                     | 257,276 人                     | [ 3 ]                          |

## 駅周辺
駅東側には、浜松市によりロータリーが整備されている。
- 彦助堤
- 静岡県立浜北特別支援学校
- 浜松市立浜北北部中学校
- 浜松市立中瀬小学校
- しばもと保育園
- 医療法人社団三誠会 北斗わかば病院
- 浜名湖ブルワリー（地ビールレストラン）
- 国道152号
- マックスバリュ浜北中瀬店

### バス路線
浜松市が運営する浜北コミュニティバス（運行委託先：浜松バス）が「芝本駅」バス停を設置しており、以下の路線を月曜・木曜のみ運行している。
- 赤佐中瀬線（中瀬小学校・日赤病院 方面、岩水寺・西鹿島駅・上島区民センター 方面）

## 隣の駅
遠州鉄道
■鉄道線
遠州小林駅（ET15） - 遠州芝本駅（ET16） - 遠州岩水寺駅（ET17）